# کلاته توکل‌آباد
کلاته توکل‌آباد یک منطقهٔ مسکونی در ایران است که در دهستان شوسف واقع شده‌است. کلاته توکل‌آباد ۴۰ نفر جمعیت دارد.